# Зубково (село, Новосибирская область)
Зубко́во — село в Краснозёрском районе Новосибирской области. Административный центр Зубковского сельсовета.

## География
Площадь села — 168 гектаров.

## История
Основано в 1870 году. В 1928 году село Зубкова состояло из 563 хозяйств, основное население — украинцы. В административном отношении являлось центром Зубковского сельсовета Черно-Курьинского района Славгородского округа Сибирского края.

## Население
| 2002 | 2007 | 2010 |
| ---- | ---- | ---- |
| 881  | ↘786 | ↘711 |

## Инфраструктура
В селе по данным на 2007 год функционируют 1 учреждение здравоохранения и 2 учреждения образования.

## Известные уроженцы
- Суптель, Иван Игнатьевич (1919—1975) — советский военнослужащий, лейтенант, Герой Советского Союза.